# Challenge de France féminin 2009-2010
Navigation
Édition précédente Édition suivante
Le Challenge de France féminin 2009-2010 est la 9e édition du Challenge de France féminin.
Il s'agit d'une compétition à élimination directe ouverte à tous les clubs de football français ayant une équipe féminine, organisée par la Fédération française de football (FFF) et ses ligues régionales.
La finale a eu lieu le dimanche 23 mai 2010 au Stade Robert-Bobin à Bondoufle, et a été remporté par le Paris SG face au Montpellier HSC sur le score sans appel de cinq buts à zéro.

## Déroulement de la compétition
| Tour                                                         | Nom                 | Dates retenues   | Équipes participantes | Équipes restantes |
| Phase régionale                                              | Phase régionale     | Phase régionale  | Phase régionale       | Phase régionale   |
| ------------------------------------------------------------ | ------------------- | ---------------- | --------------------- | ----------------- |
| 1                                                            | 1er tour            | Selon les ligues | 340                   | 56                |
| 2                                                            | 2e tour             | Selon les ligues | 340                   | 56                |
| 3                                                            | 3e tour             | Selon les ligues | 340                   | 56                |
| 4                                                            | 4e tour             | Selon les ligues | 340                   | 56                |
| Phase fédérale (entrée en lice des 24 équipes de Division 2) |                     |                  |                       |                   |
| 5                                                            | 1er tour            | 10 janvier 2010  | 80                    | 40                |
| 6                                                            | 2e tour             | 31 janvier 2010  | 40                    | 20                |
| Phase finale (entrée en lice des 12 équipes de Division 1)   |                     |                  |                       |                   |
| 7                                                            | Seizièmes de finale | 21 février 2010  | 32                    | 16                |
| 8                                                            | Huitièmes de finale | 7 mars 2010      | 16                    | 8                 |
| 9                                                            | Quarts de finale    | 21 mars 2010     | 8                     | 4                 |
| 10                                                           | Demi-finales        | 25 avril 2010    | 4                     | 2                 |
| 11                                                           | Finale              | 23 mai 2010      | 2                     | 1                 |

## Premier tour fédéral
Le premier tour fédéral est marqué par l'entrée en lice des 24 clubs de deuxième division qui rejoignent les 21 clubs de troisième division, les 9 clubs de division d'honneur et les 26 clubs de divisions inférieures, déjà qualifiés pour ce tour de la compétition.
Les rencontres ont lieu les week-ends du 10, 17 et 24 janvier 2010 et sont marquées par la performance du FC Woippy, club de division d'honneur, qui élimine le Besançon RC, pensionnaire de division 3.
| Date       | Club (division)                                 | Score           | Club (division)                               |
| ---------- | ----------------------------------------------- | --------------- | --------------------------------------------- |
| 10/01/2010 | AS Algrange (Division 2)                        | 3-0             | Saint-Memmie Olympique (Division 3)           |
| 17/01/2010 | Amiens Montières (Division d'Honneur)           | 0-0 (Tab : 2-3) | Stade raismois (Division inconnue)            |
| 10/01/2010 | CBOSL Football (Division 3)                     | 1-2             | ES Blanquefortaise (Division 2)               |
| 17/01/2010 | Argenteuil FC (Division inconnue)               | 2-2 (Tab : 2-4) | COM Bagneux (Division 2)                      |
| 23/01/2010 | ES Arpajonnaise (Division 2)                    | 7-0             | FC Pontcharra Saint-Loup (Division d'Honneur) |
| 17/01/2010 | ESF Arques (Division inconnue)                  | 2-4             | US Compiègne (Division 2)                     |
| 17/01/2010 | Arras FCF (Division 3)                          | 2-0             | AC Halluin (Division inconnue)                |
| 17/01/2010 | Étoile d'Aubune (Division inconnue)             | 4-4 (Tab : 4-5) | RC Saint-Jean-de-Védas (Division 3)           |
| 17/01/2010 | Aulnat Sportif (Division 3)                     | 2-1             | Claix Football (Division 3)                   |
| 24/01/2010 | Stade Auxerrois (Division inconnue)             | 2-3             | CS Nivolas-Vermelle (Division d'Honneur)      |
| 24/01/2010 | CS Mars Bischheim (Division 2)                  | 5-0             | AS Baume-les-Dames (Division inconnue)        |
| 17/01/2010 | Blanc-Mesnil SF (Division 3)                    | 1-2             | FC Rouen (Division 2)                         |
| 17/01/2010 | Blois Foot 41 (Division inconnue)               | 1-2             | FCE Arlac (Division 3)                        |
| 17/01/2010 | AS Bourg-la-Reine (Division inconnue)           | 0-1             | AS Anet (Division inconnue)                   |
| 17/01/2010 | FF Brunoy (Division inconnue)                   | 1-1 (Tab : 1-4) | CPBB Rennes (Division 2)                      |
| 10/01/2010 | FC Carros (Division d'Honneur)                  | 3-5             | ASPTT Albi (Division 2)                       |
| 24/01/2010 | ASSF Épinal (Division d'Honneur)                | 0-0 (Tab : 5-4) | ASPTT Mulhouse (Division 3)                   |
| 17/01/2010 | ESM Gonfreville (Division inconnue)             | 1-2             | Évreux FC (Division 2)                        |
| 24/01/2010 | US Gravelines (Division 2)                      | 2-0             | SC Abbeville (Division d'Honneur)             |
| 17/01/2010 | AS Grayan Nord-Medoc (Division inconnue)        | 0-4             | Corne USC (Division 3)                        |
| 17/01/2010 | RC Fléchois (Division d'Honneur)                | 2-7             | Tours FC (Division 2)                         |
| 24/01/2010 | US Véore (Division 2)                           | 4-1             | US Blanzynoise (Division 3)                   |
| 17/01/2010 | FA Laval (Division 3)                           | 0-2             | FCF Condéen (Division 2)                      |
| 17/01/2010 | Le Mans UC (Division 2)                         | 10-0            | FC Saint-Lô Manche (Division 3)               |
| 24/01/2010 | Le Puy Foot (Division 3)                        | 2-1             | FC Salaise (Division d'Honneur)               |
| 17/01/2010 | Limoges LF (Division 3)                         | 2-2 (Tab : 4-3) | Saint-Herblain OC (Division 2)                |
| 17/01/2010 | AS muretaine (Division 2)                       | 11-0            | ES Saint-Simon (Division 3)                   |
| 17/01/2010 | AS Mussig (Division inconnue)                   | 0-4             | ES Troyes AC (Division 3)                     |
| 24/01/2010 | Ploërmel FC (Division inconnue)                 | 3-3 (Tab : 5-3) | FC Domont (Division inconnue)                 |
| 17/01/2010 | US Ramonville (Division inconnue)               | 0-6             | FCF Monteux (Division 2)                      |
| 17/01/2010 | ASC Saint-Apollinaire (Division 2)              | 2-1             | RCF Mâcon (Division 2)                        |
| 24/01/2010 | Comminges Saint-Gaudens FC (Division inconnue)  | 1-6             | Nîmes Métropole Gard (Division 3)             |
| 17/01/2010 | US Saint-Malo (Division inconnue)               | 3-4             | FC Lorient (Division inconnue)                |
| 24/01/2010 | VGA Saint-Maur (Division 3)                     | 2-0             | AS Evry (Division inconnue)                   |
| 17/01/2010 | Espérance de Terves FF (Division inconnue)      | 0-4             | ASF Les Verchers (Division 2)                 |
| 17/01/2010 | SC Thiberville (Division inconnue)              | 0-4             | FF Issy (Division 2)                          |
| 24/01/2010 | FC Tremblay-en-France (Division inconnue)       | 0-0 (Tab : 5-6) | ES Cormelles-le-Royal (Division 3)            |
| 24/01/2010 | FC Vendenheim (Division 2)                      | 8-0             | FR Sessenheim (Division inconnue)             |
| 10/01/2010 | US Villeneuve-lès-Maguelone (Division inconnue) | 0-5             | Rodez AF (Division 2)                         |
| 24/01/2010 | FC Woippy (Division d'Honneur)                  | 4-0             | Besançon RC (Division 3)                      |

## Deuxième tour fédéral
Lors du deuxième tour il ne reste plus que 22 clubs de deuxième division accompagnés de 11 clubs de troisième division, de 3 clubs de division d'honneur et de 4 clubs de divisions inférieures.
Les rencontres ont lieu le 31 janvier 2010 à l'exception de quatre matchs qui se jouent la semaine suivante et sont marquées par la performance du CS Nivolas-Vermelle, club de division d'honneur, qui élimine l'ASC Saint-Apollinaire, pensionnaire de division 2.
| Date       | Club (division)                          | Score           | Club (division)                    |
| ---------- | ---------------------------------------- | --------------- | ---------------------------------- |
| 31/01/2010 | AS Anet (Division inconnue)              | 0-5             | FF Issy (Division 2)               |
| 07/02/2010 | ES Arpajonnaise (Division 2)             | 3-3 (Tab : 5-3) | US Véore (Division 2)              |
| 31/01/2010 | COM Bagneux (Division 2)                 | 0-1             | Évreux FC (Division 2)             |
| 07/02/2010 | CS Mars Bischheim (Division 2)           | 3-2             | FC Vendenheim (Division 2)         |
| 31/01/2010 | ES Blanquefortaise (Division 2)          | 2-2 (Tab : 5-3) | FCE Arlac (Division 3)             |
| 31/01/2010 | US Compiègne (Division 2)                | 0-2             | US Gravelines (Division 2)         |
| 31/01/2010 | ES Cormelles-le-Royal (Division 3)       | 2-1             | FC Rouen (Division 2)              |
| 07/02/2010 | Le Puy Foot (Division 3)                 | 3-3 (Tab : 2-4) | Aulnat Sportif (Division 3)        |
| 31/01/2010 | FC Lorient (Division inconnue)           | 1-4             | FCF Condéen (Division 2)           |
| 31/01/2010 | CS Nivolas-Vermelle (Division d'Honneur) | 3-0             | ASC Saint-Apollinaire (Division 2) |
| 31/01/2010 | Nîmes Métropole Gard (Division 3)        | 2-1             | ASPTT Albi (Division 2)            |
| 31/01/2010 | Ploërmel FC (Division inconnue)          | 1-3             | CPBB Rennes (Division 2)           |
| 31/01/2010 | Stade raismois (Division inconnue)       | 1-3             | Arras FCF (Division 3)             |
| 07/02/2010 | Rodez AF (Division 2)                    | 0-4             | AS muretaine (Division 2)          |
| 31/01/2010 | RC Saint-Jean-de-Védas (Division 3)      | 1-3             | FCF Monteux (Division 2)           |
| 31/01/2010 | VGA Saint-Maur (Division 3)              | 0-3             | Le Mans UC (Division 2)            |
| 31/01/2010 | Tours FC (Division 2)                    | 2-0             | Limoges LF (Division 3)            |
| 31/01/2010 | ES Troyes AC (Division 3)                | 1-5             | AS Algrange (Division 2)           |
| 31/01/2010 | ASF Les Verchers (Division 2)            | 0-5             | Corne USC (Division 3)             |
| 31/01/2010 | FC Woippy (Division d'Honneur)           | 4-2             | ASSF Épinal (Division d'Honneur)   |

## Seizièmes de finale
Les seizièmes de finale sont marqués par l'entrée en lice des 12 clubs de la première division qui rejoignent les 13 clubs de deuxième division, les 5 clubs de troisième division et les deux petits poucets issus de division d'honneur que sont le FC Woippy et le CS Nivolas-Vermelle, déjà qualifiés pour ce tour de la compétition.
Les rencontres ont lieu le week-end du 21 février 2010 à l'exception du match FCF Nord Allier Yzeure-Olympique lyonnais qui se jouent le 3 mars 2010 et voient la logique des tirages respectée avec la qualification des favoris de chaque rencontre.
| Date       | Club (division)                     | Score           | Club (division)                          |
| ---------- | ----------------------------------- | --------------- | ---------------------------------------- |
| 21/02/2010 | AS Algrange (Division 2)            | 0-2             | FCF Juvisy (Division 1)                  |
| 20/02/2010 | ES Arpajonnaise (Division 2)        | 1-8             | Montpellier HSC (Division 1)             |
| 21/02/2010 | Arras FCF (Division 3)              | 7-0             | ES Cormelles-le-Royal (Division 3)       |
| 21/02/2010 | Aulnat Sportif (Division 3)         | 1-1 (Tab : 5-3) | Nîmes Métropole Gard (Division 3)        |
| 21/02/2010 | FCF Condéen (Division 2)            | 2-0             | US Gravelines (Division 2)               |
| 21/02/2010 | Évreux FC (Division 2)              | 0-3             | FCF Hénin-Beaumont (Division 1)          |
| 21/02/2010 | FF Issy (Division 2)                | 3-1             | CS Mars Bischheim (Division 2)           |
| 20/02/2010 | ESOFV La Roche-sur-Yon (Division 1) | 1-3             | Stade briochin (Division 1)              |
| 21/02/2010 | Le Mans UC (Division 2)             | 0-0 (Tab : 3-0) | Corne USC (Division 3)                   |
| 21/02/2010 | AS Montigny (Division 1)            | 1-2             | Paris SG (Division 1)                    |
| 21/02/2010 | AS muretaine (Division 2)           | 2-0             | FCF Monteux (Division 2)                 |
| 21/02/2010 | CPBB Rennes (Division 2)            | 1-1 (Tab : 3-1) | ES Blanquefortaise (Division 2)          |
| 21/02/2010 | Toulouse FC (Division 1)            | 1-7             | AS Saint-Étienne (Division 1)            |
| 21/02/2010 | Tours FC (Division 2)               | 2-5             | ASJ Soyaux (Division 1)                  |
| 21/02/2010 | FC Woippy (Division d'Honneur)      | 2-1             | CS Nivolas-Vermelle (Division d'Honneur) |
| 03/03/2010 | FCF Nord Allier Yzeure (Division 1) | 1-9             | Olympique lyonnais (Division 1)          |

## Huitièmes de finale
Lors des huitièmes de finale il ne reste plus que 8 clubs de première division accompagnés de 5 clubs de deuxième division, 2 clubs de troisième division et le petit poucet issu de division d'honneur, le FC Woippy.
Les rencontres ont lieu le 7 mars 2010 et voient la logique des tirages respectée avec la qualification des favoris de chaque rencontre.
| Date       | Club (division)                 | Score           | Club (division)               |
| ---------- | ------------------------------- | --------------- | ----------------------------- |
| 07/03/2010 | Arras FCF (Division 3)          | 1-4             | Stade briochin (Division 1)   |
| 07/03/2010 | FCF Hénin-Beaumont (Division 1) | 6-1             | FCF Condéen (Division 2)      |
| 07/03/2010 | FCF Juvisy (Division 1)         | 2-0             | AS Saint-Étienne (Division 1) |
| 07/03/2010 | Olympique lyonnais (Division 1) | 9-0             | AS muretaine (Division 2)     |
| 07/03/2010 | Montpellier HSC (Division 1)    | 3-1             | FF Issy (Division 2)          |
| 07/03/2010 | Paris SG (Division 1)           | 0-0 (Tab : 5-4) | Le Mans UC (Division 2)       |
| 07/03/2010 | ASJ Soyaux (Division 1)         | 5-2             | CPBB Rennes (Division 2)      |
| 07/03/2010 | FC Woippy (Division d'Honneur)  | 1-1 (Tab : 2-4) | Aulnat Sportif (Division 3)   |

## Quarts de finale
Lors des quarts de finale il ne reste plus que 7 clubs de première division et l'Aulnat Sportif club de troisième division.
À ce stade, les trois favoris pour la victoire finale sont l'Olympique lyonnais, le FCF Juvisy, le Paris SG et le Montpellier HSC, qui occupent également les quatre premières places de première division depuis quasiment le début de la saison.
Les rencontres ont lieu le 21 mars 2010 et voient la logique des tirages respectée avec la qualification des favoris de chaque rencontre.
| Date       | Club (division)                 | Score | Club (division)                 |
| ---------- | ------------------------------- | ----- | ------------------------------- |
| 21/03/2010 | Aulnat Sportif (Division 3)     | 0-2   | Montpellier HSC (Division 1)    |
| 21/03/2010 | FCF Hénin-Beaumont (Division 1) | 2-4   | Paris SG (Division 1)           |
| 21/03/2010 | Stade briochin (Division 1)     | 0-3   | FCF Juvisy (Division 1)         |
| 21/03/2010 | ASJ Soyaux (Division 1)         | 0-2   | Olympique lyonnais (Division 1) |

## Demi-finales
La logique ayant été respectée lors du tour précédent, on retrouve les quatre favoris de la compétition dans le dernier carrée, le tirage au sort leur ayant permis de s'éviter jusqu'à présent.
Les rencontres ont lieu le 25 avril 2010 et sont marquées par les victoires à domicile des héraultaises et parisiennes, pourtant moins bien placées que leurs adversaires en championnat.
| Date       | Club (division)              | Score           | Club (division)                 |
| ---------- | ---------------------------- | --------------- | ------------------------------- |
| 25/04/2010 | Montpellier HSC (Division 1) | 3-1             | FCF Juvisy (Division 1)         |
| 25/04/2010 | Paris SG (Division 1)        | 1-1 (Tab : 3-2) | Olympique lyonnais (Division 1) |

## Finale
La finale oppose deux clubs de première division, le Montpellier HSC tenant du titre et le Paris SG qui atteint la finale pour la deuxième fois de son histoire.
| 23 mai 2010 | Paris SG | 5-0   | Montpellier HSC | Stade Robert-Bobin, Bondoufle                 |                                               |
|             | 19e Ingrid Boyeldieu · 54e Caroline Pizzala · 68e Nora Coton-Pélagie · 72e Elise Bussaglia · 85e Caroline Pizzala | (1-0) |                 | Spectateurs : 4 200 Arbitrage : Sabine Bonnin | Spectateurs : 4 200 Arbitrage : Sabine Bonnin |
|             | Rapport |       |                 | Spectateurs : 4 200 Arbitrage : Sabine Bonnin | Spectateurs : 4 200 Arbitrage : Sabine Bonnin |

| G               | 1  | Bérangère Sapowicz |  |         |
| D               | 2  | Julie Soyer        |  |         |
| D               | 3  | Laure Boulleau     |  |         |
| D               | 4  | Nonna Debonne      |  |         |
| D               | 5  | Sabrina Delannoy   |  |         |
| M               | 6  | Caroline Pizzala   |  |         |
| M               | 8  | Candice Prévost    |  |         |
| M               | 10 | Nora Coton-Pélagie |  | 72e     |
| M               | 11 | Elise Bussaglia    |  |         |
| A               | 7  | Jessica Houara     |  | 90e     |
| A               | 9  | Ingrid Boyeldieu   |  | 58e     |
| Remplacements : |    |                    |  |         |
| A               | 13 | Zohra Ayachi       |  | 58e     |
| M               | 12 | Gwenaëlle Pelé     |  | 72e     |
| A               | 15 | Stéphanie Legrand  |  | 90e 91e |
| Entraîneur :    |    |                    |  |         |
| Camillo Vaz     |    |                    |  |         |

| G               | 1  | Céline Deville     |  |     |
| D               | 3  | Cynthia Viana      |  |     |
| D               | 5  | Sabrina Viguier    |  |     |
| D               | 6  | Faustine Roux      |  | 76e |
| D               | 11 | Ludivine Diguelman |  |     |
| M               | 4  | Hoda Lattaf        |  |     |
| M               | 7  | Marine Pervier     |  | 46e |
| M               | 8  | Melissa Plaza      |  |     |
| M               | 9  | Lalia Dali         |  | 46e |
| A               | 2  | Marie-Laure Delie  |  |     |
| A               | 10 | Viviane Asseyi     |  |     |
| Remplacements : |    |                    |  |     |
| M               | 12 | Nora Hamou Maamar  |  | 46e |
| A               | 13 | Charlotte Lozé     |  | 46e |
| A               | 14 | Delphine Blanc     |  | 76e |
| Entraîneur :    |    |                    |  |     |
| Sarah M'Barek   |    |                    |  |     |